# AtheOS
AtheOS est un système d’exploitation lancé par Kurt Skauen, dont les fonctionnalités sont inspirées de BeOS et la charte graphique du Workbench de l’Amiga. Il est distribué sous licence GPL[Laquelle ?].

## Présentation
AtheOS reprend beaucoup de particularités propres à BeOS (système de fichiers journalisé 64 bits, support du SMP, API en C++, compatibilité POSIX). Son interface graphique reprend l’esthétique du Workbench de l’Amiga.

## Le navigateur web
Kurt Skauen a développé un navigateur Web spécialement pour AtheOS du nom de ABrowse, basé sur le moteur de rendu HTML, KHTML du projet KDE.

## L'arrêt du développement
Le développement d’AtheOS connaît depuis fin 2001 une longue période de stagnation. C’est pour cette raison qu’un groupe de personnes avec à leur tête Rick Caudill, Henrik Isaksson et Kristian Van Der Vliet a réalisé un fork d’AtheOS, Syllable. Ce fork a rapidement été adopté par toute l’ancienne communauté d’AtheOS.